# Джаруд-Ци
Джаруд-Ци (кит. упр. 扎鲁特旗, пиньинь Zhālǔtè qí) — хошун городского округа Тунляо автономного района Внутренняя Монголия (КНР).

## История
Когда в XVII веке южные монголы покорились маньчжурам, те ввели среди монголов «знамённую» систему, и местные земли в 1639 году были объединены в «знамя» (по-монгольски — «хошун»). В 1648 году он был разделён на два: «левого крыла» и «правого крыла»
После Синьхайской революции джарудские хошуны были подчинены Специальному административному району Жэхэ (热河特别行政区), в 1928 году преобразованного в провинцию Жэхэ. В 1933 году провинция Жэхэ была оккупирована японцами, которые передали её в состав марионеточного государства Маньчжоу-го; в Маньчжоу-го эти земли вошли в состав провинции Южная Синъань. В 1935 году два джарудских хошуна были объединены в один. В октябре 1943 года провинция Южная Синъань была объединена с рядом других провинций в провинцию ОБъединённая Синъань.
После Второй мировой войны эти земли стали ареной борьбы между коммунистами и гоминьдановцами. В 1949 году они вошли в состав аймака Джирим (哲里木盟) Автономного района Внутренняя Монголия. В 1969 году аймак был передан в состав провинции Гирин; в 1979 году возвращён в состав Автономного района Внутренняя Монголия. 
В 1985 году из хошуна Джаруд-Ци был выделен городской уезд Холин-Гол.
Постановлением Госсовета КНР от 13 января 1999 года аймак Джирим был преобразован в городской округ Тунляо.

## Административное деление
Хошун Джаруд-Ци делится на 7 посёлков и 8 сомонов.

## Экономика
Земли хошуна богаты полезными ископаемыми. Здесь были обнаружены месторождения золота, серебра, меди, свинца, олова, цинка, угля, графита, слюды, шпата, флюорита, кварца и кварцевого песка, перлита, габбро, глины. Запасы руды оцениваются в 214 млн. тонн, бурого угля — в 9,7 млрд. тонн, каменного угля — в 50 млн. тонн.
Местные горные родниковые воды богаты полезными для здоровья человека микроэлементами.
Также развито скотоводство, в том числе разведение лошадей и верблюдов.